# Maamoul
Le maamoul (en arabe : معمول) [mɑʕmuːl]  est une pâtisserie sablée arabe fourrée de dattes, de pistaches, de noix, ou parfois d’amandes ou de figues,,, populaire au Liban, dans le monde arabe, et notamment au Levant. Le biscuit peut être confectionné en forme de bille, de dôme ou aplati. Chaque biscuit est décoré soit à la main, soit à l'aide de moules en bois. Les maamouls fourrés aux dattes, également appelés menenas, sont parfois confectionnés en forme de rouleaux.

## Étymologie
Le mot arabe maamoul est dérivé du verbe amala, qui signifie « faire ».

## Usage traditionnel

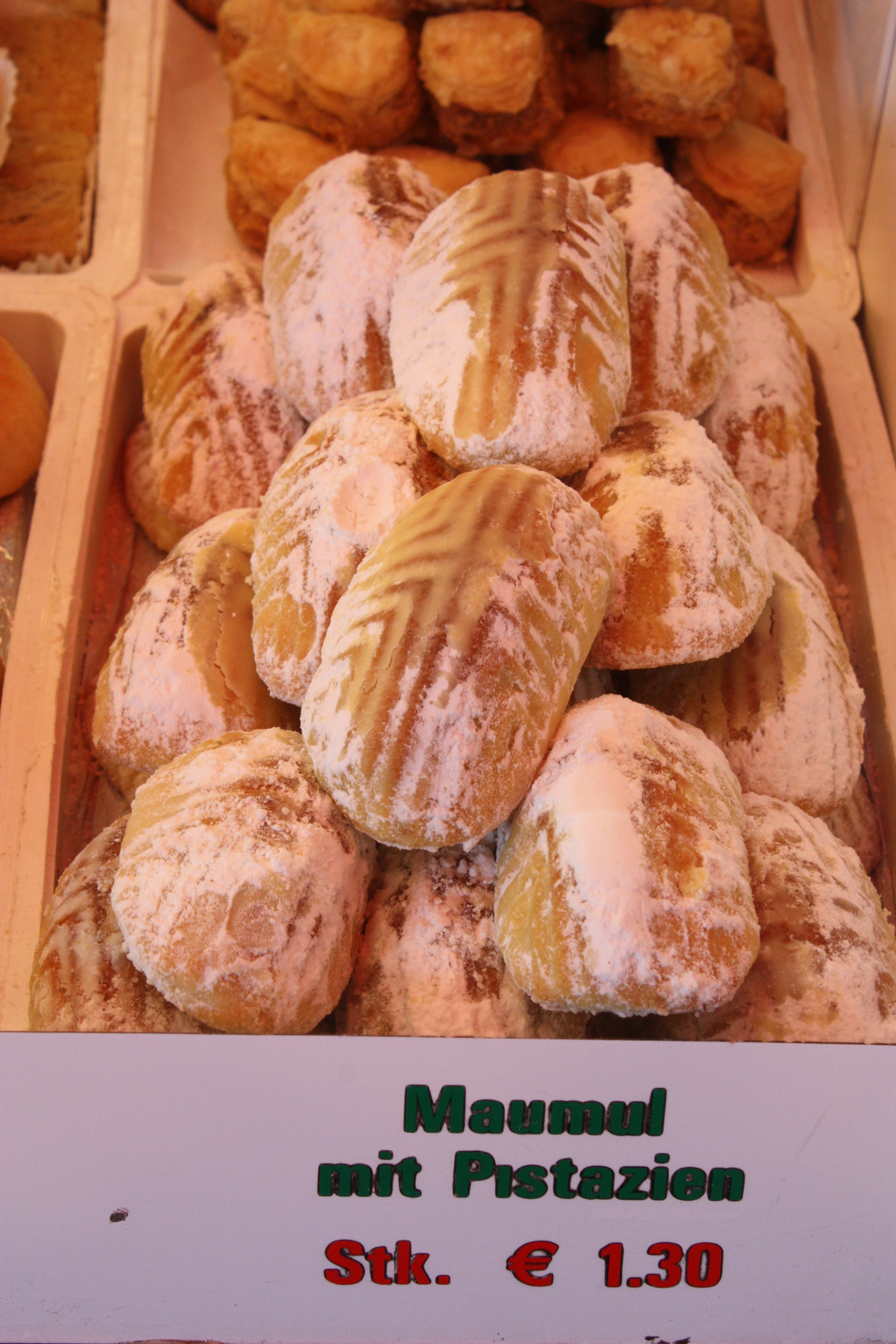
Maamoul au Naschmarkt de Vienne (Autriche).

De nombreux ménages arabes conservent des maamouls toute l'annéemais ils sont notamment consommés lors des fêtes religieuses.
- Les musulmans les consomment en particulier durant les nuits du ramadan, les fêtes de l’Aïd el-Fitr et de l’Aïd al-Adha. Les maamouls sont alors préparés quelques jours avant l’Aïd puis stockés pour être servis avec du café arabe et du chocolat[1],[9].
- Les chrétiens arabes et les Grecs les consomment dans les jours précédant le carême, le dimanche de Pâques et pour l’Épiphanie. Dans les traditions chrétiennes méditerranéennes, les maamouls peuvent être marqués d'une croix ou façonnés en anneau symbolisant la couronne d’épines.
- Les communautés juives syrienne, libanaise et égyptienne consomment également des maamouls aux noix à Pourim et des maamouls aux dattes à Roch Hachana et à Hanoucca. La variante juive levantine du maamoul diffère des versions levantine ou turque en ce qu’elle est fabriquée avec de la farine pure, sans semoule. Elle se retrouve dans les communautés juives syriennes et égyptiennes de la diaspora.

## Karabij
Il existe une variante particulière de maamoul appelée karabij (kerebiç en turc). Pour cela, des maamouls fourrés aux noix sont disposés en pyramide puis servis avec une crème blanche appelée naatiffe, à base de blanc d'œuf, de sirop de sucre et de saponaire officinale. Cette variante se retrouve en Syrie, au Liban et dans d'autres pays du Levant.